# Rozhledna Kuiviži
Rozhledna Kuiviži, lotyšsky Kuivižu skatu tornis, je dřevěná rozhledna ve vesnici Kuiviži ve městě Salacgrīva v okrese Salacgrīva v kraji Limbaži v Lotyšsku. Rozhledna se nachází u parkoviště a motelu u silnice A1 (E 67) na levém břehu říčky Krišupe, nedaleko přístavu a pobřeží Rižského zálivu Baltského moře.

## Další informace
Rozhledna je příhradové konstrukce, zastřešená a s vnitřním schodištěm. Má výšku 14 m a byla postavena v roce 2017. Výstup na nejvyšší pozorovací plošinu, která je ve výšce 11 m, je po schodech. U rozhledny je také posezení, informační panel a vedou sem také turistické stezky a cyklostezky. Místo je celoročně volně přístupné.

## Galerie

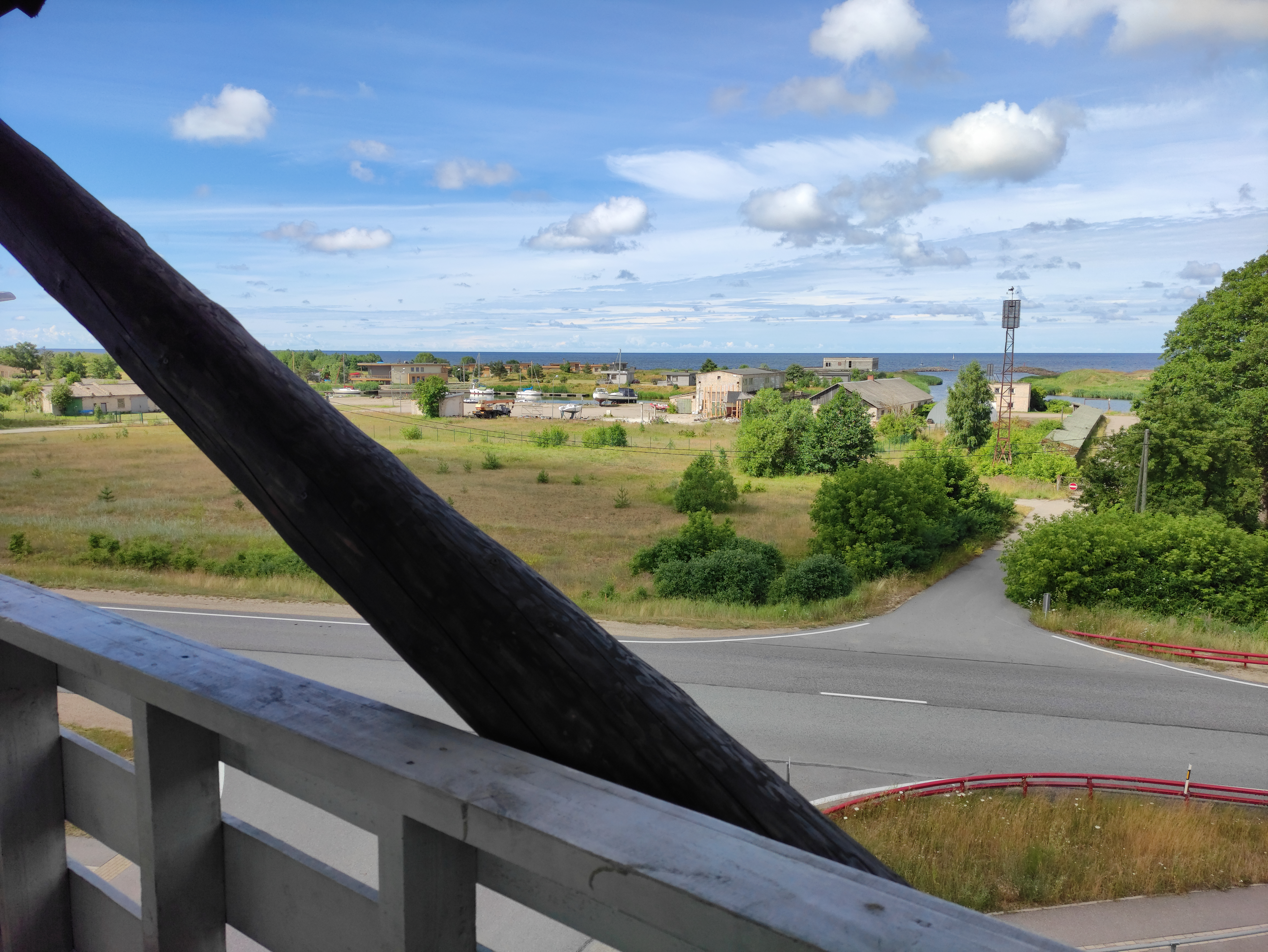